# Geschwister-Scholl-Gesamtschule Dortmund

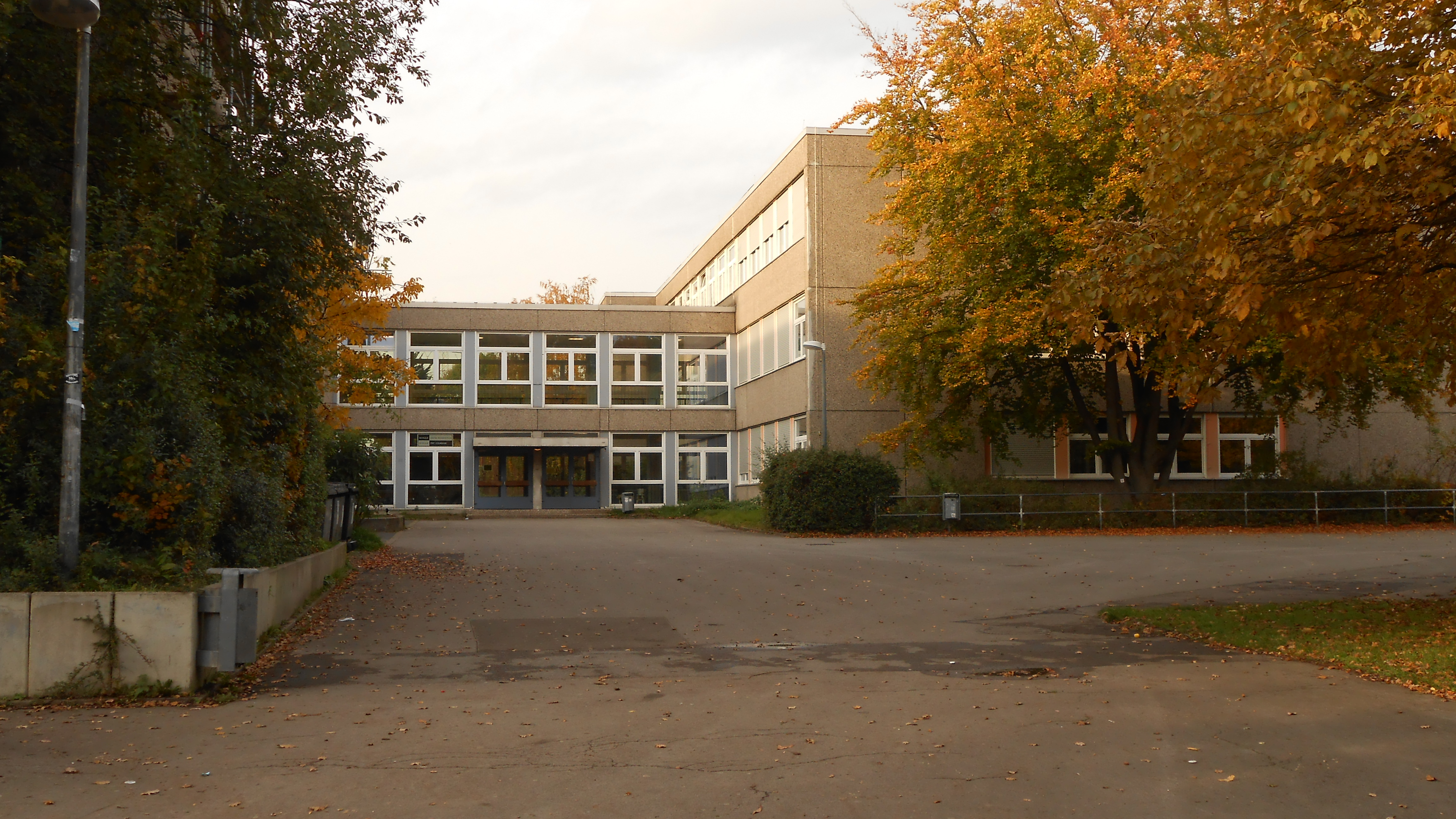
Die Geschwister-Scholl-Gesamtschule Dortmund

Die Geschwister-Scholl-Gesamtschule (GSG) ist eine Gesamtschule in Dortmund-Brackel. An der Schule können Schüler einen Haupt-, Real- und Gymnasialabschluss machen.

## Geschichte
Die GSG wurde 1982 aus der Otto-Hahn-Realschule und dem Geschwister-Scholl-Gymnasium gegründet. Die Schule ist nach den Geschwistern Hans und Sophie Scholl benannt.

## Aktuelles
Es gibt 9 Jahrgangsstufen von 5 bis 13. In der Sekundarstufe I gibt es in jedem Jahrgang 6 Klassen mit je ca. 30 Schülern. Die GSG ist eine Ganztagsschule, die Kernzeit geht von 8 Uhr bis 14.50 Uhr.

## Besonderheiten

### Methodentag
In jedem Schuljahr gibt es an der GSG derzeit insgesamt sechs Methodentage. An diesen Tagen entfällt der reguläre Unterricht nach Stundenplan. Die Schüler haben an diesen besonderen Tagen fünf Stunden Unterricht bei ihren jeweiligen Klassenlehrern. Sie bearbeiten ausgesuchte Aufgaben zum Thema „Methoden des Lernens“. Es geht darum, das „Lernen zu lernen“.

### Feste/Veranstaltungen
An der GSG finden jedes Jahr mehrere von den Schülern organisierte Feste statt, die einen bestimmten kulturellen Schwerpunkt zum Thema haben. Hierzu tragen verschiedene Kurse etwas bei, wie z. B. ein Lied über Schiller vom Goethekurs (Deutschschwerpunkt).
Zu den Festen zählen auch das Frühlingsfest der Schüler der Chinesischkurse. Das Fest der Sinne und der Goethe-Abend.

### Wahlpflichtfach  (WP)
Ab der sechsten Jahrgangsstufe müssen sich die Schüler zwischen einem der WP-Fächer entscheiden. Sie haben die Wahl zwischen:
- Arbeitslehre
- Chinesisch
- Französisch
- Naturwissenschaften
- Darstellen und Gestalten
- Spanisch

### Schwerpunkte
Bei der Anmeldung sind für die 5. Klasse zwei Schwerpunkte zu wählen:
- Mathe-Einstein (verstärkter Mathematik-Unterricht unter erhöhten Anforderungen)
- Englisch Bili (bilingualer Unterricht in Englisch; Schüler, die diesen Bildungsweg wählen, bekommen in den Klassen 5 und 6 erweiterten Englisch-Unterricht, in Klasse 7 Social Studies (Kombination aus Geschichte, Erdkunde und Politik, das dem deutschen Fach Gesellschaftslehre entspricht), in Klasse 8 Biology, in Klasse 9 und 10 wieder Social Studies, in der gymnasialen Oberstufe gibt es zudem die Möglichkeit, das bilinguale Abitur zu erlangen.)
- Atelier „Picasso“ (Kunst)
- Deutsch plus
- GSG Pop (ab Schuljahr 2023/2024)
- „Marie-Curie“-Experimentieren (Chemie)
- Goethe (Literatur)

### Integrationsklassen
Seit dem Jahr 2010/2011 gibt es in jedem Jahrgang eine Integrationsklasse. Eine Integrationsklasse besteht aus ca. 20 Schülern, darunter befinden sich 5 Schüler mit einem GU-Vermerk und 15 „starke“ Schüler mit Gymnasialempfehlung. In den Unterrichtsfächern Mathematik und Englisch wird die Klasse differenziert, wobei die integrativen Schüler in der Klasse bleiben, um in einer kleinen Gruppe Unterricht zu machen, und der Rest der Klasse den Mathe-Einstein, bzw. Den Englisch-Bilingual-Unterricht besucht.
Dieses Projekt wurde jedoch zum Schuljahr 2016/2017 beendet, so dass Schüler mit GU-Vermerk in normale Klassen aufgenommen werden.

## Architektur und Gebäude
Zu den Schulgebäuden der GSG zählt das 1970 eingeweihte Hauptgebäude, bestehend aus dem Ost-Gebäude (alte Realschule) und dem West-Gebäude (altes Gymnasium), die heute durch eine Glasbrücke miteinander verbunden sind, die Sporthallen und zwei Sportplätze. Voraussichtlich 2023 wird das Südgebäude fertiggestellt.
Von 2013 bis 2016 wurde die Schule brandschutztechnisch saniert sowie das Schuldach erneuert. Dabei wurde die Schule farblich gestaltet um ein angenehmes Ambiente zu vermitteln. Des Weiteren wurde die GSG mit Beamern, interaktiven Whiteboards (sog. Smartboards) sowie Computern in jedem Klassenraum durch den Förderverein medial ausgestattet. 2022 wurden 78 ActivePanels im Bestands- und Neubau installiert.

## Pädagogische Arbeit und Ausstattung
Der Unterricht an der GSG findet grundsätzlich in Deutsch statt (außer Fremdsprachen). Eine Ausnahme stellt der bilinguale Unterricht der Schule dar, den manche Schüler besuchen.
Die GSG bietet als Fremdsprachen Englisch (Pflicht), Chinesisch, Spanisch oder Französisch (wählbar als WP1-Fach), Latein (wählbar in der 8), Spanisch oder Chinesisch (wählbar in der Oberstufe) an.
Bei den Fremdsprachen Französisch und Chinesisch machen die Schüler ein Sprachenzertifikat.
Die Geschwister-Scholl-Gesamtschule hat beim Deutschen Schulpreis 2011 teilgenommen, dabei ist sie unter die 15 besten Teilnehmer gekommen.
Am 2. Mai 2013 wurde die GSG mit Gütesiegel MINT Schule NRW für die Jahre 2013–2016 ausgezeichnet. Seitdem wurde die GSG sowohl 2016 als auch 2019 und 2022 als MINT-Schule rezertifiziert.

## Außerschulische Aktivitäten
Außerhalb des Unterrichtes bietet die GSG AGs wie Wirbelwind (Akrobatik) oder die Möglichkeit, an einem Rugby-Kurs teilzunehmen. Für Schüler gibt es auch einen Mofa-Lehrgang (mit Prüfung).

## Öffentlichkeitsarbeit
Der Förderverein der GSG setzt sich für die Interessen der Schule ein. Die GSG pflegt außerdem eine Partnerschaft mit dem Kindergarten „Afous Rofous“ in Marrakesch, Marokko; es werden jährlich Spenden in der Schule eingesammelt von Kindern der GSG für Kinder des Kindergartens für z. B. Spielsachen.

## Partnerschaft
2014 schloss die GSG eine Partnerschaft mit Borussia Dortmund.
Seit 2011 hat die GSG eine Partnerschaft mit der Mittelschule Nr. 1 Xi’an (China). Dort findet regelmäßig ein Schüleraustausch über das Fach Chinesisch statt.
Die GSG hat ebenfalls Partnerschaften mit Partnerschulen im „Waukee Community School District“ (USA). Dort findet regelmäßig ein Schüleraustausch der Bili-Schüler statt.

## Bekannte Absolventen
- Der Wolf (Jens Albert), deutscher Rapper
- Patrick Osterhage, Fußballspieler (Abiturjahrgang 2018)[5]